# Ottar Wicklund
Ottar Wicklund (né le 3 juillet 1911 à Kviteseid et mort le 13 mars 1978 à Oslo en Norvège) est un acteur norvégien.

## Biographie
Ottar Wicklund est d'abord connu pour sa carrière sur les planches : en trois saisons à la Den Nationale Scene (1934–37), il joue un rôle important dans la pièce Hans Jacob Nilsen intitulée [Vår ære og vår makt, ainsi que dans Bøddelen, écrite par Pär Lagerkvist.
Il fait entame sa carrière d'acteur avec un premier rôle dans le film Sangen om Rondane. Il a joué dans plus de 20 films et a joué son dernier rôle dans le film Min Marion en 1975. Il a également eu plusieurs rôles au Radioteateret.

## Filmographie
- Fleksnes – Her har jeg mitt liv (1988)
- Min Marion (1975)
- Fleksnes – Biovita Helsesenter (1974)
- Balladen om mestertyven Ole Høiland (1970)
- Sus og dus på by'n (1968)
- Smuglere (1968)
- De ukjentes marked (1968)
- Hurra for Andersens! (1966)
- De Kalte ham Skarven (1965)
- Freske fraspark (1963)
- Det Store varpet (1960)
- Høysommer (1958)
- Ni liv (1957)
- Trost i taklampa (1955)
- Cirkus Fandango (1954)
- Selkvinnen (1953)
- Andrine og Kjell (1952)
- Nødlanding (1952)
- Dei svarte hestane (1951)
- Gullfjellet (1941)
- Eli Sjursdotter (1938)
- Norge for folket (1936)
- Sangen om Rondane (1934)